# St. Nikolaus (Gunzendorf)

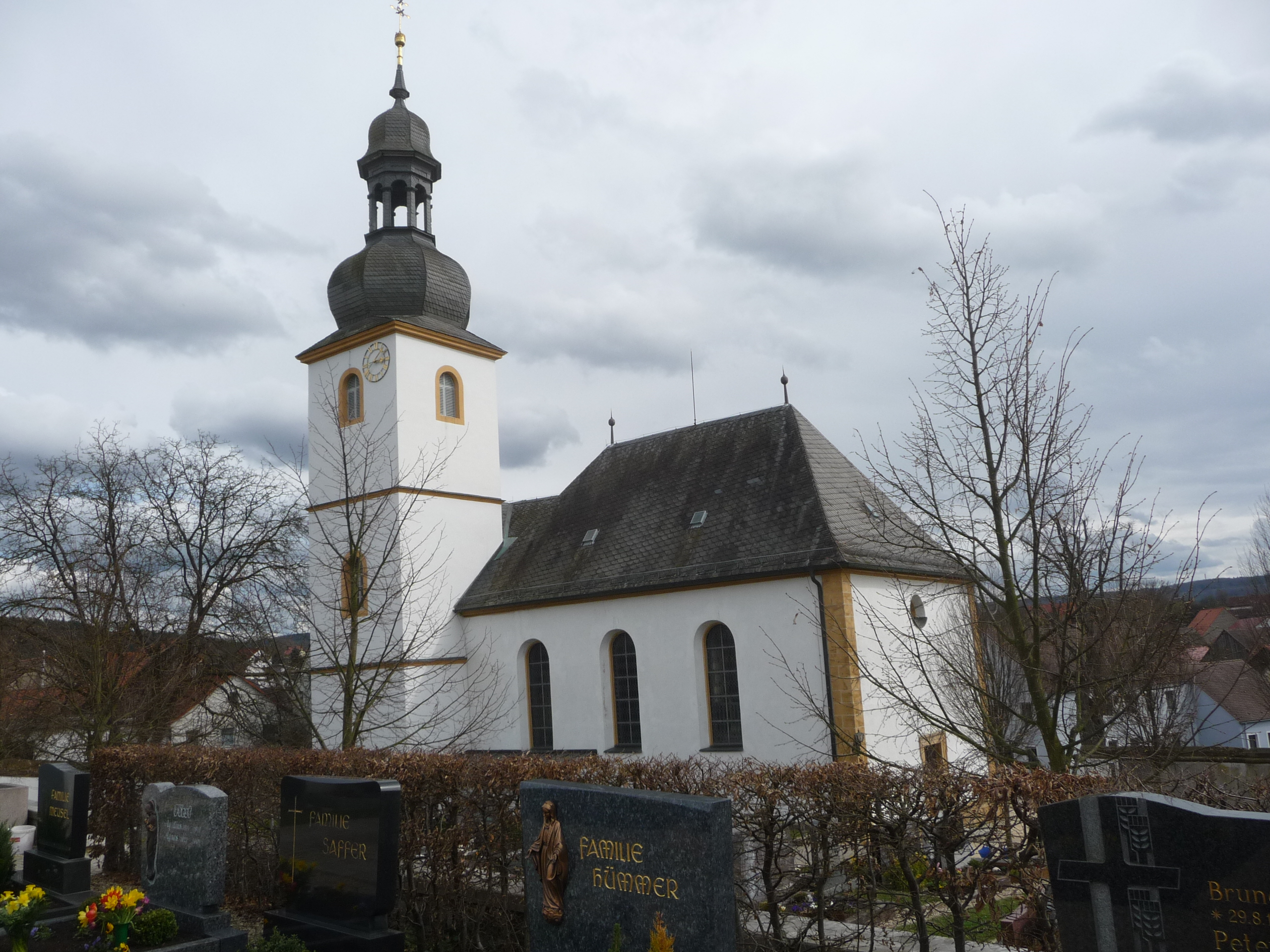
St. Nikolaus (Gunzendorf)

Die römisch-katholische denkmalgeschützte Kuratiekirche St. Nikolaus steht in Ortsmitte von Gunzendorf, einem Gemeindeteil des Marktes Buttenheim im oberfränkischen Landkreis Bamberg (Bayern). Die kleine Landkirche entstand im ersten Viertel des 18. Jahrhunderts. Die Kirche gehört zum Seelsorgebereich Jura-Aisch im Dekanat Forchheim des Erzbistums Bamberg.

## Beschreibung
Die Saalkirche wurde zwischen 1723 und 1726 von Johann Conrad Weiß erbaut. Der Turm kam 1737 hinzu. Sie besteht aus einem mit einem Walmdach bedeckten Langhaus aus drei Jochen und einem eingezogenen, dreiseitig abgeschlossenen Chor, die zunächst errichtet wurden. Der dreigeschossige, mit einer Welschen Haube bedeckte Chorflankenturm wurde 1737 an der Nordwand des Chors angebaut. Die Decke des Innenraums ist mit Stuck verziert. Zur Kirchenausstattung gehören der 1747 gebaute Hochaltar, der mit sechs Säulen gegliedert ist, zwei 1729 in Hirschaid erworbene Seitenaltäre und die 1727 gebaute Kanzel. Den Volksaltar schuf Tobias Kammerer.